# Nefza
Nefza (arabe : نفزة) est une ville du nord-ouest de la Tunisie située à 147 kilomètres de Tunis. À l'aube de l'indépendance, elle s'appelle Djebel Abiod (qui signifie « montagne blanche » en arabe).
Rattachée administrativement au gouvernorat de Béja, elle constitue une municipalité comptant 7 302 habitants en 2014.

## Géographie
À une altitude de 500 mètres, elle occupe une vallée séparant les massifs montagneux de Kroumirie à l'ouest et des Mogods à l'est.
Son environnement est constitué de forêts de chênes-lièges ; on y produit du miel, des huiles aromatiques et médicinales (trois tonnes par an) et du liège (1 000 tonnes par an). Nefza est située à une quinzaine de kilomètres du littoral, au niveau de la plage de Zouarrat qui marque une rupture sablonneuse sur une côte essentiellement rocheuse. Le territoire de la municipalité et son environnement ont été affectés par la construction et la mise en eau, au début des années 2000, du barrage de Sidi El Barrak, le deuxième de Tunisie, sur une superficie de 4 000 hectares. L'activité agricole irriguée bénéficie de l'abondance d'eau avec notamment le lac de retenue ainsi formé.
Un projet d'aménagement de tourisme écologique y est prévu dans un environnement valorisant mer et montagne.

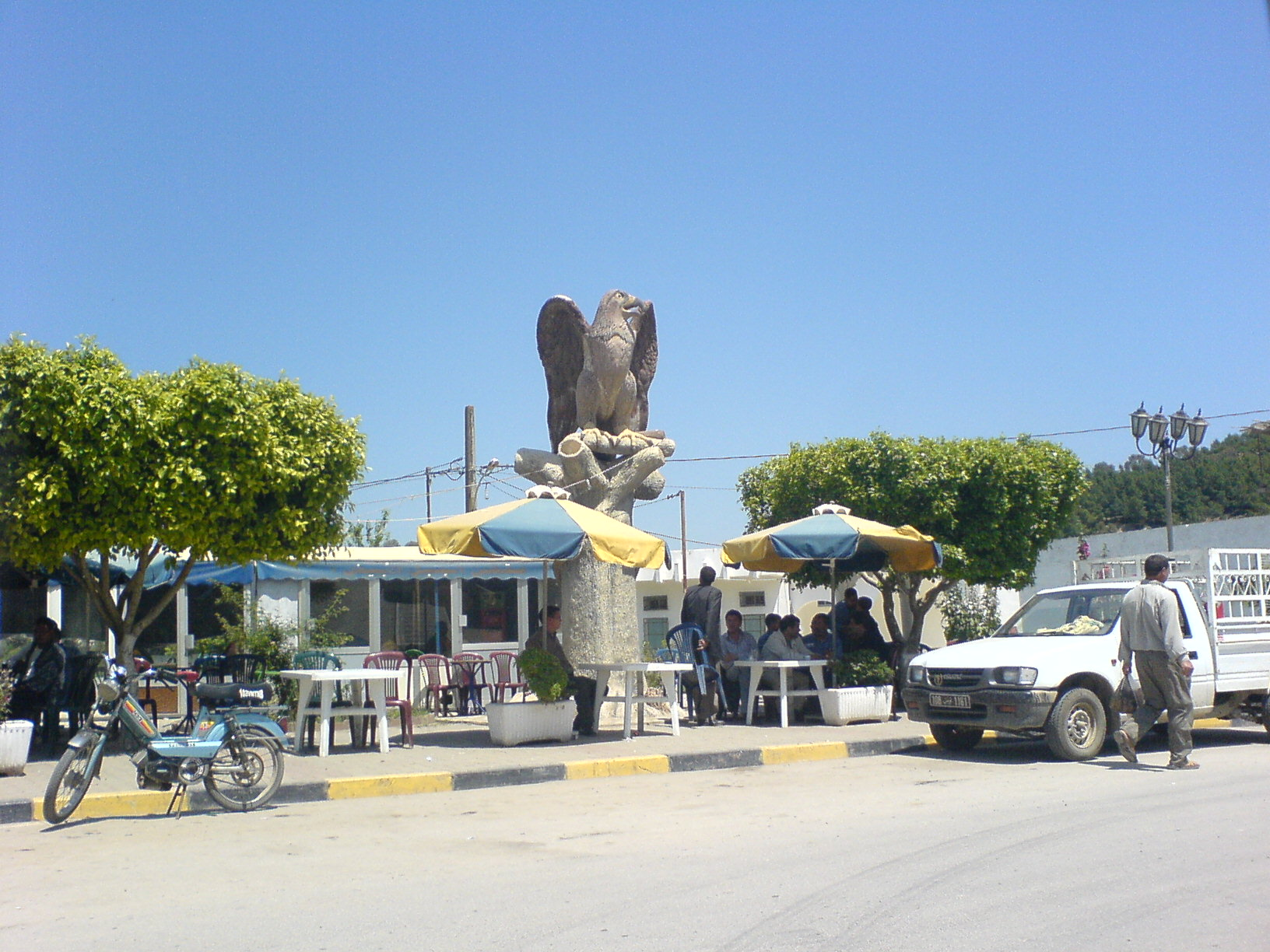
Statue de l'Aigle.
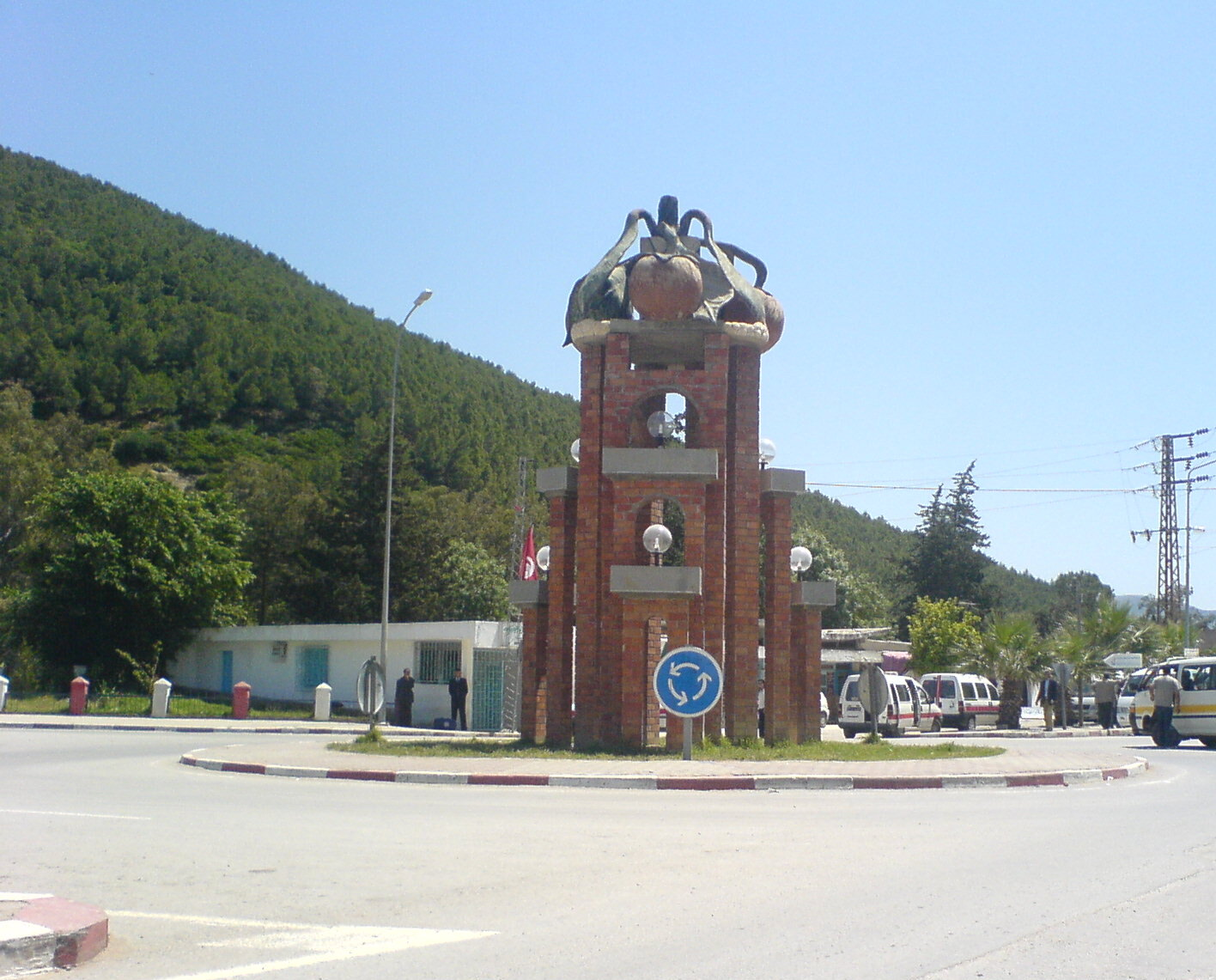
Place de Nefza.

## Culture du plaqueminier (kaki)

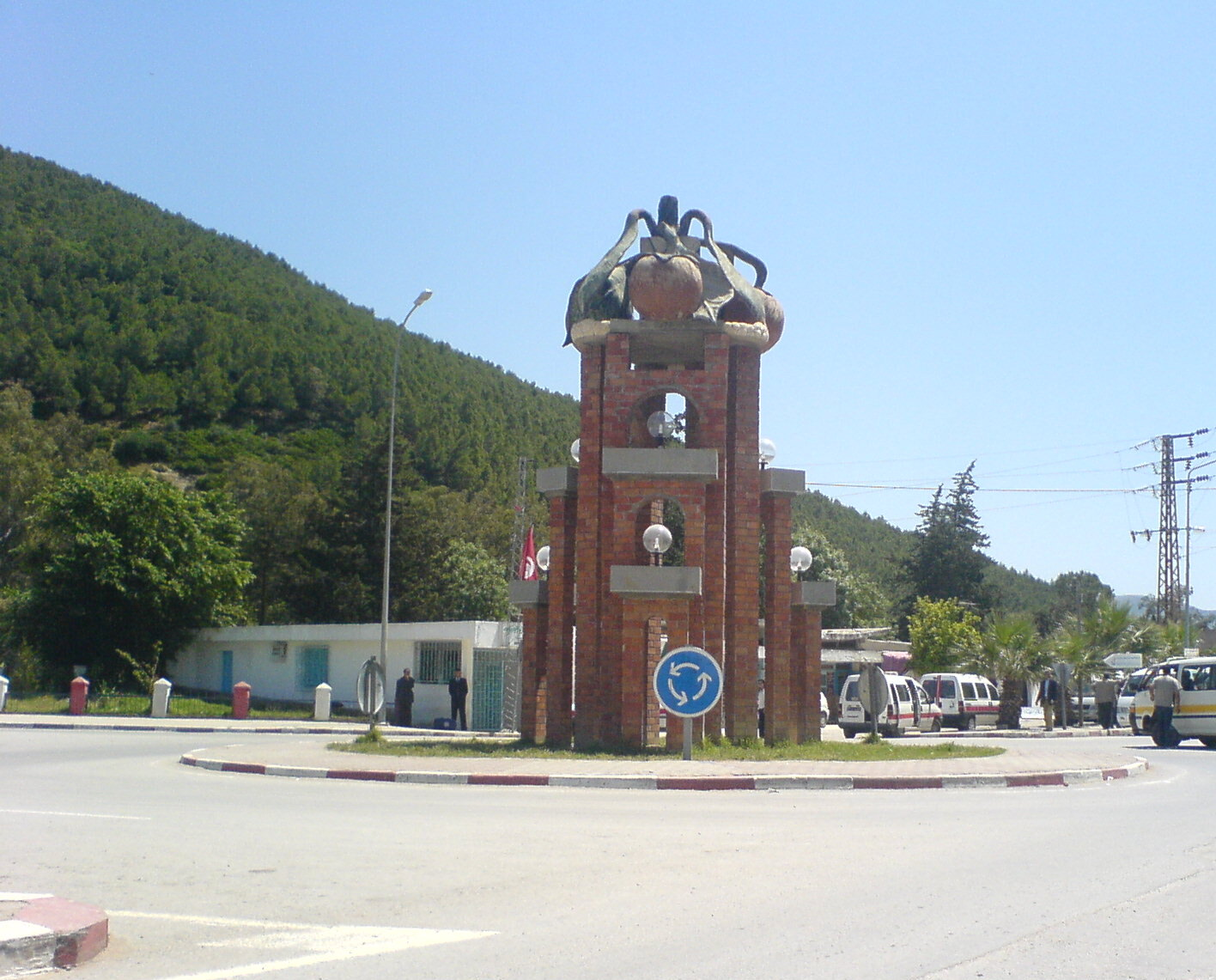
Sculpture représentant des plaquemines (kaki) sur un rond-point de Nefza.

La culture du plaqueminier (arbre produisant le fruit dit kaki, plaquemine ou persimmone) est introduite en Tunisie pour la première fois en 1943, dans la localité de Ouechtata dans la délégation de Nefza. Elle se répand ensuite progressivement dans des vergers familiaux aux alentours, puis connaît un succès renouvelé quand la construction du barrage de Sidi El Barrak fait monter localement le niveau de la nappe phréatique, l'arbre supportant un sol gorgé d'eau. 
Depuis, bien que la culture du plaqueminier se soit aussi répandue au cap Bon, la région de Nefza demeure le centre de production de kaki en Tunisie et le fruit (qui trône en sculpture sur le rond-point de la place centrale) est devenu un trait culturel marquant de la ville.